# Chaubunagungamaug
Chaubunagungamaug (również „jezioro Webster”, ang. Webster Lake) – amerykańskie jezioro położone w Webster w stanie Massachusetts. Jego współrzędne to 42°02′30″N, 71°50′30″W.
Alternatywna nazwa jeziora, Chargoggagoggmanchauggagoggchaubunagungamaugg (/tʃɚˈɡɒɡəɡɒɡ ˌmænˈtʃɔːɡəɡɒɡ tʃəˌbʌnəˈɡʌŋɡəmɔːɡ/), jest często podawana jako najdłuższa nazwa miejsca w Stanach Zjednoczonych.